# Penelope (Schiff, 1963)
Die HMS Penelope (F127) war eine Fregatte der Leander-Klasse der Royal Navy (RN). 
Wie andere Schiffe ihrer Klasse wurde die HMS Penelope nach einer Figur der griechischen Mythologie benannt. Sie wurde am 17. August 1962 auf Kiel gelegt. Die Indienststellung erfolgte am 31. Oktober 1963.
Die Penelope sollte eine der Fregatten der Salisbury-Klasse mit dem Namen Coventry werden, wurde aber später in die Leander-Klasse umklassifiziert. Nach der Indienststellung wurde das Schiff der 20th Frigate Squadron in Derry (Vereinigtes Königreich) zugeteilt.  
1966 wurde die Penelope einer Überholung unterzogen. Gleichzeitig wurde ein Wechsel der Aufgabe vollzogen, wodurch ihr die Rolle als Versuchsschiff zukam. Im Rahmen des Umbaus wurde ein Großteil aller Waffensysteme entfernt.
Zwei Jahre später beteiligte sich die Penelope an der Suche und Bergung von Wrackteilen von Aer-Lingus-Flug 712, der in die Irische See gestürzt war. Um diesen Absturz und die Rolle der Penelope gibt es eine Vielzahl von Verschwörungstheorien. Der Hauptvorwurf ist, dass die Maschine der Aer Lingus versehentlich während eines Raketentests mit einer Drohne verwechselt und abgeschossen wurde. Diese und andere Verschwörungstheorien wurden vom Ministry of Defence (MoD) zurückgewiesen.
1969 besuchte die Fregatte die Kieler Woche. Ab 1970 bis 1977 nahm sie an umfangreichen Tests, unter anderem des Seezielflugkörpers Sea Wolf, teil. 1981 wurde sie zu Testzwecken mit Exocet bestückt.
Im Falklandkrieg wurde die Penelope, zusammen mit noch zwei anderen Fregatten der Leander-Klasse, als Teil der Bristol Kampfgruppe eingesetzt, erreichte das Operationsgebiet um die Falklandinseln allerdings erst am 26. Mai, etwa drei Wochen vor Kriegsende. Nach ihrer Ankunft wurde sie zum Begleitschutz eingesetzt, unter anderem für die HMS Argonaut (F56), welche durch Geschützfeuer und Bomben beschädigt worden war. Am 13. Juni beschoss ein auf der Penelope stationierter Westland Lynx das bereits gestrandete Patrouillenboot Rio Iguazu mit einer Anti-Schiffs-Lenkwaffe vom Typ Sea Skua. 
Nach Ende des Kampfhandlungen patrouillierte die HMS Penelope in den Gewässern um die Falkland-Inseln und kehrte schließlich im Juni 1983 nach Großbritannien zurück. 1984 stach die Penelope wieder in Richtung Südatlantik in See, um erneut in den Gewässern zu patrouillieren. 
Bei einer Kollision nach Ruderverlust mit der Steuerbordseite des kanadischen Versorgungsschiffs HMCS Preserver wurde 1988 die Penelope schwer beschädigt. Der Schaden wurde auf mehrere Millionen Pfund Sterling geschätzt.
1991 wurde die Penelope außer Dienst gestellt und zusammen mit der HMS Danae (F47) an die ecuadorianische Marine verkauft. Sie wurde nach dem 1912 ermordeten Präsidenten  Eloy Alfaro auf den Namen Presidente Eloy Alfaro getauft. Nach 17 Jahren Dienst in der Marine Ecuadors wurde sie am 19. März 2008 endgültig außer Dienst gestellt.